# Strandiata aethiopica
Strandiata aethiopica là một loài bọ cánh cứng trong họ Cerambycidae.